# Robert Chew
Robert Frederick Chew (Baltimore, 28 december 1960 – aldaar, 17 januari 2013) was een Amerikaans acteur.
Chew is het meest bekend geworden door zijn rol als Joe “Proposition Joe” Stewart in de televisieserie The Wire.
Hij moest bij audities extra indruk achterlaten, want hij was nooit de dunste en echt netjes gekleed was hij ook al niet. Hij kreeg dan ook vaak rolletjes als crimineel.
Chew speelde ook in de televisieseries The Corner en Homicide: Life on the Street. Auditiebureau Pat Moran bezorgde hem het meeste werk; ze vonden hem een "knappe, elegante acteur" met een echt Baltimore-accent. Chew ging werken voor kindertheaters en voor het auditiebureau van Moran om jong talent op te sporen en hun de fijne kneepjes van het acteervak te leren. Hij ontdekte onder meer Felicia Pearson, Rakiya en Rashad Orange (The Wire), Tristan Wilds (als Micheal Lee in The Wire), Julito McCullum, Maestro Harrell en Jermaine Crawford (The Wire).
De aan obesitas lijdende Chew overleed in zijn huis op 17 januari 2013 aan een hartinfarct.